# Nuevo azul de metileno
El nuevo azul de metileno (también NMB (del inglés new methylene blue) es un compuesto orgánico de la clase de las tiazinas. A su vez también es un heterocíclico. Se usa como tinte y como agente antimicrobiológico. El cromóforo es un catión, el anión queda a menudo sin especificar.

## Aplicaciones
NMB es un agente tintante usado en el diagnóstico de citopatología e histopatología, generalmente por tintado de células sanguíneas rojas inmaduras. Es una tinción supravital. Está estrechamente relacionada con el azul de metileno, un tinte más antiguo y de más amplio uso.

## Seguridad
El nuevo azul de metileno es tóxico, por lo que se debe evitar el contacto con la piel o su inhalación.